# Judikát
Judikát v širším smyslu znamená soudní rozhodnutí, ve smyslu užším pak rozhodnutí vyššího soudu, které má význam pro další rozhodování obdobných věcí. Termín judikatura pak označuje buď rozhodovací praxi určitého soudu nebo publikovaná rozhodnutí, které se dotýkají určité dílčí otázky právní normy. Někdy se hovoří o soudní judikatuře, na rozdíl od judikatury správních úřadů. Takový termín je však pleonasmem, resp. nesprávným užitím, neboť judikátem (z latinského iudicare – soudit) může být pouze rozhodnutí soudu.
Soudní rozhodnutí v kontinentálním právním systému je aktem aplikace práva, kdy soud konkrétní případ podřazuje pod obecnou právní normu. Judikát se tak odlišuje od precedentu v angloamerickém právním systému common law, kde soudní rozhodnutí, které řeší případ dosud právními normami neupravený, má normativní význam a je obecně závazné pro další rozhodování v obdobných případech. Precedens je na rozdíl od judikátu pramenem práva.

## Judikatura v České republice

### Obecné soudy
Nejvyšší soud a Nejvyšší správní soud mají zákonné zmocnění k vydávání sbírek judikatury, Nejvyšší soud vydává Sbírku soudních rozhodnutí a stanovisek, Nejvyšší správní soud Sbírku rozhodnutí Nejvyššího správního soudu. Jsou v nich zveřejňována rozhodnutí nejen těchto nejvyšších soudů, ale i některá rozhodnutí vrchních soudů a krajských soudů. Cílem publikace rozhodnutí je sjednocování rozhodovací praxe v soustavě soudů. O publikaci rozhodnutí rozhodují kolektivní orgány soudů (u Nejvyššího soudu kolegia a u Nejvyššího správního soudu plénum) a před hlasováním jsou rozhodnutí předkládána k vyjádřením připomínkovým místům (soudům, Nejvyššímu státnímu zastupitelství, právnickým fakultám, některým ministerstvům apod.). Kromě oficiálních sbírek jsou některá z právního hlediska zajímavá a přínosná rozhodnutí publikovaná v právnických časopisech a některá nakladatelství soustavně vydávají řady rozhodnutí ve formě sbírek. Pro snadnější práci s judikaturou jsou u publikovaných rozhodnutí uváděny i jejich právní věty.
Publikovaná rozhodnutí jsou bezprostředně závazná pouze pro rozhodnutí v konkrétní věci. Neformálně z nich však často soudy a případně i další orgány vycházejí pro autoritu soudů, které je publikovaly, a pro jejich přesvědčivost výkladu sporných otázek. Navíc publikací rozhodnutí nejvyšší soudy do určité míry avizují, jakým způsobem s nejvyšší pravděpodobností budou rozhodovat v obdobných věcech, pokud se jimi např. na základě mimořádných opravných prostředků budou v budoucnosti zabývat. Publikace judikatury tak přispívá k předvídatelnosti soudního rozhodování a k právní jistotě.
Zákony, které upravují činnost nejvyšších soudů, obsahují právní nástroje ke sjednocení vlastní rozhodovací praxe daných soudů. Pokud by jeden senát dospěl k právnímu názoru, který by se odchyloval od dřívějšího rozhodnutí jiného senátu soudu, předloží záležitost speciálnímu velkému senátu, který ve věci závazně rozhodne.
Význam judikatury lze demonstrovat např. na trestněprávním pojmu ublížení na zdraví. Trestní zákoník tento právní termín přesně nespecifikuje. Rozhodovací praxe soudů ublížení na zdraví vyložila jako nikoli zcela přechodnou poruchu zdraví, která poškozeného omezuje v běžném způsobu života alespoň po dobu 7 dní. Způsobení kratší dobu trvající poruchy zdraví není soudy posuzována jako trestný čin ublížení na zdraví, ale pouze jako přestupek.

### Ústavní soud
Podle článku 89 odst. 2 Ústavy jsou vykonatelná rozhodnutí Ústavního soudu ČR závazná pro všechny orgány a osoby. Nálezy, jimiž Ústavní soud ČR ruší zákony a jiné právní předpisy, jsou pramenem práva a mají stejnou právní sílu jako zákon. Ostatní nálezy, které se týkají rozhodnutí v individuálních případech, mohou obsahovat ve svém odůvodnění závazný výklad ústavních zákonů a mezinárodních smluv zaručujících základní lidská práva a svobody.
Zákon o ústavním soudu také upravuje proceduru sjednocování rozhodovací praxe jednotlivých senátů Ústavního soudu ČR. Pokud jeden ze senátů dospěje k názoru, který se odlišuje od dřívějšího rozhodnutí jiného senátu, rozhoduje ve věci plénum. Nálezy Ústavního soudu jsou vydávány ve Sbírce nálezů a usnesení Ústavního soudu.